# Колумбия (шаттл)

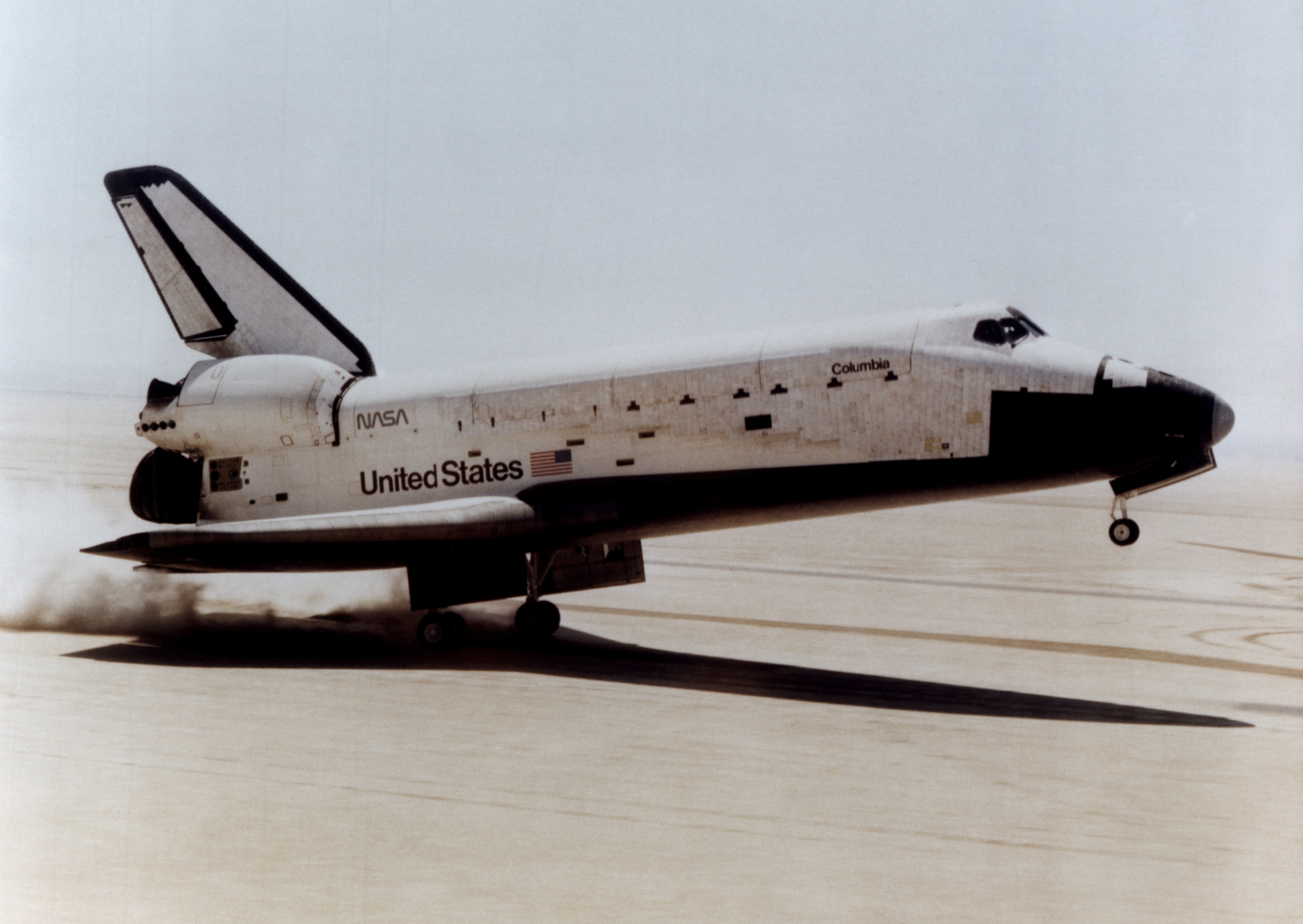
«Колумбия» приземляется

«Колу́мбия» OV-102 (англ. Columbia) — многоразовый транспортный космический корабль системы «Спейс Шаттл», изготовленный компанией Rockwell International и эксплуатировавшийся НАСА. Названная в честь первого американского корабля, совершившего кругосветное путешествие с проходом вдоль верхней части североамериканского побережья Тихого океана, и женского олицетворения Соединённых Штатов, «Колумбия» стала первым из пяти орбитальных кораблей системы «Спейс Шаттл», совершивших полёт в космос, и совершила свой первый космический полёт в апреле 1981 года. Будучи лишь вторым полномасштабным орбитальным кораблём, изготовленным после испытательного корабля «Энтерпрайз», «Колумбия» сохранила уникальные черты экспериментальной конструкции по сравнению с более поздними орбитальными кораблями, такие как контрольно-измерительные приборы. В дополнение к более тяжёлому фюзеляжу и использованию внутреннего шлюза на протяжении всего срока службы, это сделало «Колумбию» самым тяжёлым из пяти космических орбитальных кораблей системы «Спейс Шаттл». «Колумбия» примерно на 1000 килограмм тяжелее «Челленджера» и на 3600 килограмм тяжелее «Индевора». «Колумбия» во время первых шести полётов также оснащалась катапультируемыми креслами на базе кресел от SR-71, а с 1986 года на её вертикальном стабилизаторе располагался отсек для внешних научных приборов.
За 22 года эксплуатации «Колумбия» совершила 28 полётов в рамках программы «Спейс Шаттл», проведя в космосе более 300 дней и совершив более 4000 витков вокруг Земли. Хотя её более высокая масса и внутренний шлюз делали её непригодной для запланированных запусков по программе «Шаттл-Кентавр» и стыковок с космическими станциями, тем не менее, она оказалась полезной в качестве рабочей лошадки для научных исследований на орбите после гибели «Челленджера» в 1986 году. «Колумбия» использовалась для одиннадцати из пятнадцати полётов лабораторий «Спейслэб», всех четырёх полётов по исследованию микрогравитации и единственного полёта исследовательского двухместного модуля «Спейсхэб». В ходе тринадцати полётов орбитального корабля использовался комплект Extended Duration Orbiter, что способствовало длительному пребыванию на орбите для научных и технологических исследовательских миссий. «Колумбия» также использовалась для возвращения Long Duration Exposure Facility и развёртывания телескопа «Чандра», а также доставила в космос первую женщину-командира американского космического полёта, первого астронавта ЕКА, первую женщину-астронавта индийского происхождения и первого израильского астронавта.
В конце своего последнего полёта в феврале 2003 года «Колумбия» разрушилась при входе в атмосферу, в результате чего погиб весь экипаж миссии STS-107 в составе семи человек и была уничтожена большая часть находившейся на борту научной полезной нагрузки. Собранная вскоре после этого Комиссия по расследованию катастрофы пришла к выводу, что повреждения, полученные левым крылом орбитального корабля во время запуска миссии STS-107, нанесли роковой удар по системе тепловой защиты корабля. Гибель «Колумбии» и её экипажа привела к переориентации программ НАСА по пилотируемым полётам, что привело к созданию программы «Созвездие» в 2005 году и окончательному прекращению программы «Спейс Шаттл» в 2011 году. В честь экипажа после катастрофы были созданы многочисленные мемориалы и памятники; был открыт Мемориальный космический центр «Колумбия». Исследованные марсоходом «Спирит» холмы Колумбия в кратере Гусев на Марсе были названы в честь экипажа. Большинство найденных остатков «Колумбии» хранятся в здании вертикальной сборки космического центра Кеннеди, хотя некоторые части выставлены на всеобщее обозрение в близлежащем комплексе для посетителей.

## Конструкция
«Колумбия» была тяжелее шаттлов, построенных позже, поэтому у неё не было стыковочного модуля. Во время выполненных полётов «Колумбия» не стыковалась ни со станцией «Мир», ни с МКС, первая стыковка со станцией МКС была запланирована на 13 ноября 2003 года (полёт № STS-118).

## Полёты
Шаттл «Колумбия» 28 раз летал в космос, провёл в космосе 300,74 суток, совершил 4808 оборотов вокруг Земли и пролетел в общей сложности 201 454 702 км.
| №  | Дата            | Обозначение      | Программа полёта                                                                          |
| -- | --------------- | ---------------- | ----------------------------------------------------------------------------------------- |
| 1  | 12 апреля 1981  | Колумбия STS-1   | Первый пилотируемый полёт шаттла                                                          |
| 2  | 12 ноября 1981  | Колумбия STS-2   | Второй полёт «Колумбии»                                                                   |
| 3  | 22 марта 1982   | Колумбия STS-3   |                                                                                           |
| 4  | 27 июня 1982    | Колумбия STS-4   |                                                                                           |
| 5  | 11 ноября 1982  | Колумбия STS-5   | Первый экипаж из четырёх астронавтов                                                      |
| 6  | 28 ноября 1983  | Колумбия STS-9   | Первый экипаж из шести астронавтов                                                        |
| 7  | 12 января 1986  | Колумбия STS-61C | В экипаже — конгрессмен Билл Нельсон                                                      |
| 8  | 8 августа 1989  | Колумбия STS-28  | Запуск шпионского спутника                                                                |
| 9  | 9 января 1990   | Колумбия STS-32  | Возвращение спутника на Землю                                                             |
| 10 | 2 декабря 1990  | Колумбия STS-35  | Эксперименты с рентгеновским и ультрафиолетовым телескопами                               |
| 11 | 5 июня 1991     | Колумбия STS-40  | Эксперименты с космической лабораторией                                                   |
| 12 | 25 июня 1992    | Колумбия STS-50  | Эксперименты с лабораторией микрогравитации                                               |
| 13 | 22 октября 1992 | Колумбия STS-52  | Запуск лазерного геодинамического спутника                                                |
| 14 | 26 апреля 1993  | Колумбия STS-55  | Эксперименты с немецкой космической лабораторией                                          |
| 15 | 18 октября 1993 | Колумбия STS-58  | Медицинские исследования                                                                  |
| 16 | 4 марта 1994    | Колумбия STS-62  | Лаборатория микрогравитации США                                                           |
| 17 | 8 июля 1994     | Колумбия STS-65  | Международная лаборатория микрогравитации                                                 |
| 18 | 20 октября 1995 | Колумбия STS-73  | Лаборатория микрогравитации США                                                           |
| 19 | 22 февраля 1996 | Колумбия STS-75  | Эксперименты с привязанным спутником                                                      |
| 20 | 20 июня 1996    | Колумбия STS-78  | Медицинские исследования и лаборатория микрогравитации                                    |
| 21 | 19 ноября 1996  | Колумбия STS-80  | Развёртывание исследовательской платформы                                                 |
| 22 | 4 апреля 1997   | Колумбия STS-83  | Лаборатория микрогравитации                                                               |
| 23 | 1 июля 1997     | Колумбия STS-94  | Лаборатория микрогравитации                                                               |
| 24 | 19 ноября 1997  | Колумбия STS-87  | Лаборатория микрогравитации США                                                           |
| 25 | 13 апреля 1998  | Колумбия STS-90  | Медицинские исследования                                                                  |
| 26 | 23 июля 1999    | Колумбия STS-93  | Запуск рентгеновской обсерватории                                                         |
| 27 | 1 марта 2002    | Колумбия STS-109 | Обслуживание телескопа «Хаббл»                                                            |
| 28 | 16 января 2003  | Колумбия STS-107 | Эксперименты по микрогравитации, наблюдения Земли. Последний полёт «Колумбии» и её гибель |

## Эмблемы полётов
| Эмблемы полётов шаттла «Колумбия» | Эмблемы полётов шаттла «Колумбия» | Эмблемы полётов шаттла «Колумбия» | Эмблемы полётов шаттла «Колумбия» | Эмблемы полётов шаттла «Колумбия» | Эмблемы полётов шаттла «Колумбия» | Эмблемы полётов шаттла «Колумбия» | Эмблемы полётов шаттла «Колумбия» |
| --------------------------------- | --------------------------------- | --------------------------------- | --------------------------------- | --------------------------------- | --------------------------------- | --------------------------------- | --------------------------------- |
|                                   |                                   |                                   |                                   |                                   |                                   |                                   |                                   |
| STS-1                             | STS-2                             | STS-3                             | STS-4                             | STS-5                             | STS-9                             | STS-61C                           | STS-28                            |
|                                   |                                   |                                   |                                   |                                   |                                   |                                   |                                   |
| STS-32                            | STS-35                            | STS-40                            | STS-50                            | STS-52                            | STS-55                            | STS-58                            | STS-62                            |
|                                   |                                   |                                   |                                   |                                   |                                   |                                   |                                   |
| STS-65                            | STS-73                            | STS-75                            | STS-78                            | STS-80                            | STS-83                            | STS-94                            | STS-87                            |
|                                   |                                   |                                   |                                   |                                   |                                   |                                   |                                   |
| STS-90                            | STS-93                            | STS-109                           | STS-107 (Последний полёт)         | STS-118 (Выполнил Индевор)        | STS-121 (Выполнил Дискавери)      |                                   |                                   |

## Последний полёт
Последний полёт «Колумбии», STS-107, состоялся с 16 января по 1 февраля 2003 года. Экипаж корабля: командир Рик Хасбанд, пилот Уильям МакКул, бортинженер Майкл Андерсон, научные специалисты Лорел Кларк, Дэвид Браун, Калпана Чавла и первый израильский астронавт Илан Рамон.
Утром 1 февраля, около 9 часов утра по EST, при входе в плотные слои атмосферы корабль разрушился. Все семь членов экипажа погибли. Комиссия по расследованию причин катастрофы пришла к выводу, что причиной стало разрушение наружного теплозащитного слоя на левой плоскости крыла челнока. При старте 16-го января этот участок теплозащиты был повреждён падением на него куска теплоизоляции кислородного бака.

## Некоторые факты
- Во время полёта «Колумбии» STS-75 впервые на одном из вспомогательных компьютеров (ноутбуке) была использована операционная система Debian на основе Linux[7].
- «Колумбия» в 1996 году снялась в американском фильме «Армагеддон»: «„Армагеддон“ снимался у меня на глазах, когда я проходил подготовку в США. Однажды мы приехали на мыс Канаверал, на очередную тренировку, и там проходили съёмки. Наш корабль „Колумбия“ [на котором летал Каденюк] был живой декорацией в этом фильме»[8].
- Шаттл «Колумбия» встречается в 19-м эпизоде аниме «Ковбой Бибоб» (Wild Horses) и испытывает жёсткую посадку из-за обсыпавшейся термозащиты.
- В фильме «Жизненная сила» (Life Force, 1985) шаттл «Колумбия» стартует к терпящему бедствие английскому шаттлу «Черчилль». (15-я мин.).
- С одного из жёстких дисков, использовавшихся в полёте для фиксации информации о проводившихся на борту научных экспериментах, значительно повреждённого в результате катастрофы, впоследствии удалось восстановить 90 % информации, что сделало возможным окончание 20-летнего научного исследования. Восстановление информации заняло около 5 лет[9].